# ヴァンガード (原子力潜水艦)
ヴァンガード (HMS Vanguard, S28) は、イギリス海軍の戦略原子力潜水艦。ヴァンガード級原子力潜水艦の1番艦。この名を受け継いだ艦としては11代目にあたる。

## 艦歴
「ヴァンガード」は、ヴィッカーズ・シップビルディング・アンド・エンジニアリングバロー・イン・ファーネス造船所で1986年9月3日に起工し、1992年3月4日に進水、1993年8月14日に初代艦長デヴィッド・ラッセル大佐の指揮下就役した。
2002年2月にヴァンガードはデヴォンポート海軍基地で2年間の修理作業に入る。作業は2004年6月に完了し、2005年10月に現役復帰のための公試（非武装のトライデント・ミサイルの発射を含む）を完了した。クライド海軍基地を母港とする。
2009年2月3日または4日に、大西洋にてフランス海軍S616 ル・トリオンファンと接触事故を起こしたとされる。原子力潜水艦に係る事項のため、両軍からは声明は出されていない。その後、両国海軍当局が衝突事故の事実を認め、負傷者は無く原子力関係にも損傷は無かったと発表した。
2024年1月30日、長期メンテナンス完了後に実施されたトライデント・ミサイルの発射試験の際に「異常」が発生し、試験に失敗した。イギリス国防省は、「異常は本件固有のものであり、トライデント・ミサイル自体の信頼性に影響はない」と発表している。